# Kérou
Kérou este un oraș din departamentul Atakora, Benin.